# 김원충
김원충(金元沖, ?~?)은 고려의 문신이다.

## 생애
1036년, 상서우승으로 진봉사(進奉使) 및 고주사(告奏使)가 되어 송나라에 사신으로 파견되었지만 옹진에서 배가 부서져 되돌아왔다. 다음해인 1037년에는 상서좌승으로 거란에 가서 연호의 반포를 요청했다.
1040년, 지중추원사로 있을 때 딸이 정종의 비가 도어 되었으며, 1047년에는 내사시랑평장사 자리에 올랐다. 1049년에 작은딸 또한 문종의 비가 되자었으며, 다음해에는 문하시랑평장사 판상서형부사를 거쳐 수사도 문하시중 자리에 올랐다.
사후에 정종의 묘정에 배향되었다.